# Corpo de astronautas da NASA

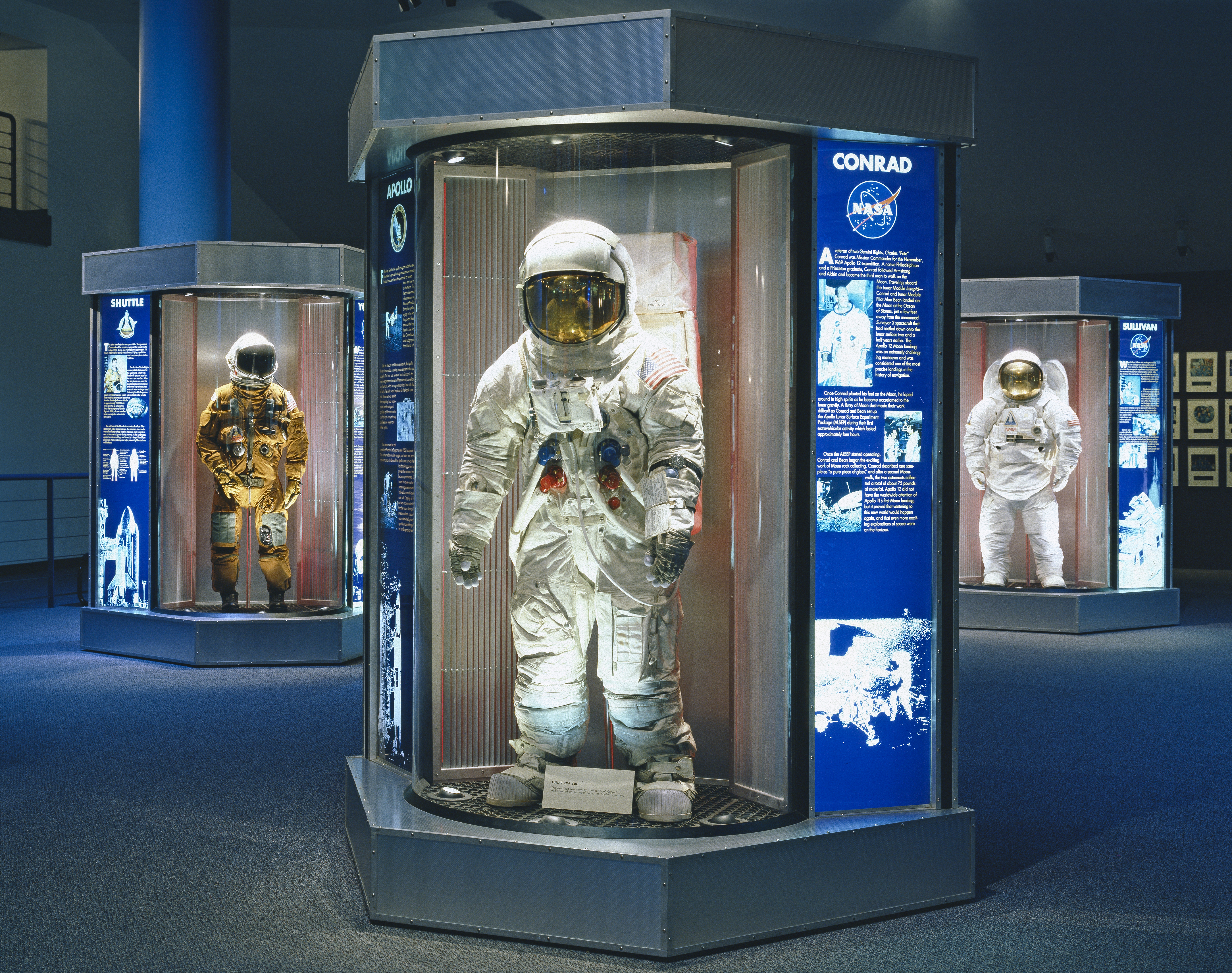
Trajes espaciais da NASA previamente vestidos pelos membros dos Grupos de Astronautas no Johnson Space Center

O Corpo de Astronautas da NASA faz parte de uma unidade da NASA que seleciona, treina e provê astronautas como membros da equipe para missões espaciais americanas e internacionais. É baseado no Centro Espacial Lyndon B. Johnson em Houston, Texas.

## História
Os primeiros candidatos a astronautas americanos foram selecionados pela NASA em 1959, para o Projeto Mercury com o objetivo de fazer astronautas orbitarem a Terra em cápsulas de apenas um tripulante. Os serviços militares foram pedidos para proverem uma lista de pilotos de teste que tivessem as qualificações especificas. Depois de triagem rigorosa, a NASA anunciou a seleção dos "Mercury Seven" como seus primeiros astronautas. Desde então, NASA já selecionou mais 20 grupos de astronautas, abrindo o corpo para civis, cientistas, doutores, engenheiros e professores. Na classe de 2009, 61% dos astronautas selecionados pela NASA vieram do serviço militar.
NASA seleciona candidatos de uma área diversificada de aplicantes com vários passados. De milhares aplicações recebidas, só alguns são escolhidos para o programa de treinamento intensivo de Candidato a Astronauta. Incluindo os "Original Seven", 339 candidatos foram selecionados até agora.

## Organização
O Corpo de Astronauta é baseado no Centro Espacial Lyndon B. Johnson em Houston, apesar de que os membros possam ser enviados à outros lugares baseados no requirimentos de suas missões, e.g. Soyuz treina na Cidade das Estrelas, Rússia.
O Chefe do Escritório dos Astronautas é a posição de liderança mais sênior para astronautas ativos no Corpo. O Astronauta Chefe serve como chefe do Corpo e é o conselheiro principal para o Administrador da NASA sobre treinamento e operações de astronautas. O primeiro Astronauta Chefe foi Deke Slayton, apontado em 1962. O Astronauta Chefe atual é Patrick Forrester.

### Salário
Os salários para astronautas civis recentemente contratados são baseados na escala de pagamento do Cronograma Geral do governo federal para as grades GS-11 até G2-14. A grade dos astronautas é baseada em suas conquistas acadêmicas e experiências. Astronautas podem ser promovidos à grade GS-15. Em 2015, astronautas baseados no Johnson Space Center em Houston, Texas, ganhavam entre US$ 66 026 (GS-11 paço 1) e US$ 158 700 (GS-15 paço 9 e acima).
Astronautas militares são detalhados para o Centro Espacial Johnson e continuam em serviço ativo para pagamento, benefícios, férias e coisas militares parecidas.

## Qualificações
Não há restrições de idade para o Corpo de Astronautas da NASA. As idades dos candidatos tem ficado entre 26 e 46, com a idade média de 43 anos. Os candidatos devem ser cidadãos americanos para aplicarem ao programa.
Tem três grandes categorias de qualificações: educação, experiência em trabalho e experiência médica.
Os candidatos devem ter um bacharelado de uma instituição reconhecida em engenharia, ciências biológicas, Ciência física ou Matemática. A formação deve ser seguida por pelo menos três anos de experiência profissional relacionada e progressivamente responsável (trabalho ou estudo de graduação) ou pelo menos 1 000 horas de experiência como piloto de caça. Uma formação avançada é desejável e pode ser substituída por experiência (mestrado = 1 ano ou doutorado = 3 anos). Experiência em sala de aula no nível K - 12, é considerada qualificadora.
Os candidatos devem ter a habilidade de passar nos exames físicos de voo espacial de longa duração da NASA, que incluem os seguintes requerimentos:
- Acuidade visual distante e próxima: Deve ser corrigível para 20/20, cada olho separadamente (lentes de contato são permitidas);
- Procedimentos cirúrgicos reflexivos do olho, PRK e LASIK, são permitidos, desde que já tenha passado um ano desde a data do procedimento e não haja efeitos adversos;
- A pressão sanguínea medida quando está sentado, não deve passar 140/90;
- A altura deve ser entre 1,57 e 1,90 m.

## Membros

### Astronautas
Em 2018, o corpo tem 39 astronautas ativos e 18 "astronautas de gerência", que estão "empregados na NASA, mas não estão disponíveis para voar". O maior número de astronautas ativos ao mesmo tempo, foi em 2000, quando haviam 149. Todos os membros atuais do corpo de astronautas são das turmas de 1996 (Grupo 16) ou depois.
Tem atualmente 19 "astronautas internacionais ativos", "que estão atribuídos à deveres no Centro Espacial Johnson", que foram selecionados por suas agências originais, mas foram treinados ao lado de seus colegas da NASA. Astronautas internacionais, especialista de carga e Participante do voo espacial não são considerados membros do Corpo de Astronautas.

### Candidatos a astronauta
O termo "Candidato a Astronauta" (informalmente "ASCAN" em Inglês refere-se a indivíduos que foram selecionados pela NASA como candidatos para o Corpo de Astronautas e atualmente estão passando pelo programa de treinamento no Centro Espacial Johnson. A classe mais recente de Candidatos a Astronauta foi selecionada em 2017, após receber mais de 18 300 aplicações. Até completar o programa de treinamento de dois anos, eles são promovidos ao ranque de Astronauta.

### Membros antigos
Seleção como Candidato a Astronauta e subsequente promoção à Astronauta não garante que o individuo vá, eventualmente, voar ao espaço. Alguns voluntariamente pediram demissão ou foram medicamente desqualificados depois de tornarem-se astronautas, mas depois de serem selecionados para voarem.
Candidatos civis são esperados permanecerem no Corpo por pelo menos cinco anos pós o treinamento inicial; candidatos militares são atribuídos a tours específicos. Depois desse limite de tempo, membros do Corpo de Astronautas podem aposentar-se ou se retirar a qualquer hora.
Três membros do Corpo de Astronauta (Gus Grissom, Edward White, e Roger Chaffee) foram mortos no solo durante um acidente enquanto preparavam-se para a missão Apollo 1.  Onze foram mortos durante o voo, em missões do Ônibus Espacial STS-51-L e STS-107. Outros quatro, (Elliot See, Charles Bassett, Theodore Freeman, e Clifton Williams) foram mortos em acidentes com o T-38 durante o treino para o voo espacial durante os projetos Gemini e Apollo. Edward Givens foi morto num acidente automobilístico em 1967, enquanto Sonny Carter morreu num acidente aéreo em 1991, enquanto viajava para tratar de negócios da NASA.
Dois membros do Corpo foram involuntariamente demitidos: Lisa Nowak e William Oefelein. Ambos retornaram ao serviço pela Marinha Americana.

## Grupos
- Grupo 1 1959 – "Sete da Mercury".
- Grupo 2 1962 – "Os Novos Nove"
- Grupo 3 1963 – "Os Catorze"
- Grupo 4 1965 – "Os Cientistas"
- Grupo 5 1966 – "Os 19 Originais"
- Grupo 6 1967 – "Os 11 em Excesso"
- Grupo 7 1969 – Sem apelido, transferência do Laboratório Orbital Tripulado da Força Aérea
- Grupo 8 1978 – "Trinta e Cinco Caras Novos"
- Grupo 9 1980 – "19+80"
- Grupo 10 1984 – "As Larvas"
- Grupo 11 1985 – Sem apelido
- Grupo 12 1987 – "Os GAFFers"
- Grupo 13 1990 – "Os Bolas de Pêlo"
- Grupo 14 1992 – "Os Suínos"
- Grupo 15 1994 – "Os Escargot Voadores"
- Grupo 16 1996 – "As Sardinhas"
- Grupo 17 1998 – "Os Pinguins"
- Grupo 18 2000 – "Os Insetos"
- Grupo 19 2004 – "Os Pavões"
- Grupo 20 2009 – "Os Patetas"
- Grupo 21 2013 – "Os Bola 8"
- Grupo 22 2017 – "As Tartarugas"
- Grupo 23 2021 – seleção de grupo planejada para 2021